# Basilio Antonio López
Basilio Antonio López, O.F.M. ( Asunción, 14 de julio de 1779 – 16 de enero de 1859) fue un fraile y prelado de la Iglesia católica paraguayo, obispo de la Arquidiócesis de Asunción .
Es el primer obispo nacido en Paraguay en asumir la Sede paraguaya y fue el último de diez obispos franciscanos desde la época de la conquista. 

## Biografía

### Episcopado
Fue presentado por su hermano como obispo de la Santa Asunción, siendo confirmado por el Papa Gregorio XVI el 22 de julio de 1844 y consagrado en la Catedral del Senhor Bom Jesus de Cuiabá, el 31 de agosto de 1845, por Dom José Antônio dos Reis, obispo de Cuiabá. Hizo su entrada solemne el 30 de octubre del mismo año.   
Cuando se vio obligado a secularizarse, declaró que lo hizo bajo presión yuxta bajonetas (bajo la presión de la bayoneta), motivo que llevó a Gregorio XVI a reconocer su nombramiento episcopal como franciscano. 
Ejerció su episcopado bajo la presión del Patronato impuesto por su propio hermano menor. A pesar de su precaria salud, visitó gran parte de su diócesis y administró el Sacramento de la Confirmación a multitudes de fieles. Durante los catorce años que duró su episcopado hizo mucho por la Iglesia. Su gran preocupación fue cubrir las vacantes de sacerdotes en una época en la que el clero era mayoritariamente anciano. Supo encontrar la manera de fomentar las vocaciones, visitó parroquias, ordenó numerosos sacerdotes y alzó la voz contra las intromisiones del Estado. 
Murió en Asunción el 16 de enero de 1859.   